# Globochthonius pancici
Globochthonius pancici je jamska vrsta paščipalcev iz družine Chthoniidae, znana samo iz neimenovane jame nad izvirom reke Vrelo blizu kraja Perućac v zahodni Srbiji. Je torej srbski endemit. Vrstno ime je dobila po znamenitem srbskem prirodoslovcu Josifu Pančiću.
Sprva je bila opisana kot podvrsta vrste Globochthonius polychaetus, kasneje pa je bila ob reviziji povzdignjena v status samostojne vrste. Za razliko od G. polychaetus ima karapaks (ščit) širši kot dolg. Za vrsto je značilnih tudi 20 ščetin na karapaksu in šest na negibljivem delu škarij, pipalki pa merita 2,10–2,25 mm. Zadnje oči so delno reducirane.
Vrsta je na seznamu strogo zaščitenih divjih vrst rastlin, živali in gliv Srbije.